# Абердін (область)
Аберді́н (Місто Абердін, англ. City of Aberdeen, шотл. гел. Mòr-bhaile Obar Dheathain) — область у складі Шотландії. Розташована на північному сході країни. Адміністративний центр — Абердін.

## Найбільші міста
Міста з населенням понад 2 тисячі осіб:
| № | Місто       | Населення, осіб (2006) |
| - | ----------- | ---------------------- |
| 1 | Абердін     | 179 950                |
| 2 | Ков-Бей     | 6 870                  |
| 3 | Діс         | 5 250                  |
| 4 | Кінгсвеллс  | 4 490                  |
| 5 | Пітеркалтер | 4 210                  |
| 6 | Міллтімбер  | 2 670                  |